# Concili del Laterà III
El Concili del Laterà III es va celebrar el 1179 sota la presidència del Papa Alexandre III. Tenia com a primer objectiu tancar els problemes derivats de l'elecció de l'antipapa Víctor IV, per la qual cosa es van endurir els requisits per esdevenir Papa i es van declarar nul·les les decisions dels cismàtics. També es van condemnar com a heretgia el catarisme i el valdensianisme, que amenaçaven de trencar la unitat del catolicisme.
Igualment es van aprovar directrius relatives a reforçar el celibat sacerdotal, es va prohibir l'ordenació de joves menors de 25 anys i cobrar per determinats serveis religiosos. Es va condemnar fermament la sodomia i servir ciutadans jueus o musulmans. Pel que fa a la societat es van dictar recomanacions per atendre els afectats per la lepra i per perseguir la usura o els tornejos. També es van regular els professors que ensenyaven els nous clergues.